# Sevilla del oro y La leyenda del cacique dorado (libro)
Sevilla del oro y La leyenda del cacique dorado es el único libro de dramas publicado por el autor ecuatoriano José Rumazo González en el año 1948. Se divide en dos dramas que conforman el título del libro y dio inicio a la temática historicista de su obra, viéndose continuada en temática por el poemario Soledades de la sangre. 

## Resumen
Es el tercer libro de literatura de José Rumazo González y se publicó después de sus dos primeros poemarios Proa y Altamar. Sería seguido por Raudal que culminaría la etapa vanguardista del poeta. Se basa en principalmente en las investigaciones históricas que realizó años atrás y darían lugar a la publicación de "La región amazónica del Ecuador en el siglo XVI". En este libro se hace incluso alusión explícita a Sevilla de oro y su fundador.
El libro está descrito como dos dramas que si bien son independientes se ven relacionados en su ámbito histórico. Por un lado "Sevilla del Oro", a pesar de que por su título se creería que está relacionada con el mito de El Dorado, tiene su énfasis en realidad en la fundación de una villa, desde donde empezarían a desarrollarse los sucesos importantes de la obra que giran alrededor de la demanda de los castillos de El Dorado y la Casa del Sol. Es en su estructura una tragedia donde participan tanto indígenas como españoles, a partir del cual se desarrollan los dilemas pasionales que combaten el alma del conquistador y del indígena shuar (llamado por su nombre antiguo Jíbaro) en sus primeras relaciones.Mientras que el primer drama es una tragedia, el segundo es una comedia en prosa en un acto y siete cuadros. De esta manera mantiene Rumazo González la dualidad que a permeado su obra desde el simbolismo-naturalismo de su primer libro Proa, y la dualidad entre tierra exterior y tierra de alma adentro de Soledades de la sangre, que se publicaría años más tarde. La leyenda del cacique dorado esta escrita con fantasía teatral y un estilo poético. 
Ambos dramas fueron escritos en Sevilla mientras Rumazo González junto a su esposa realizaban las investigaciones en el Archivo de Indias de Sevilla, continuando el trabajo realizado por Enrique Vacas Galindo años atrás y que culminarían con la publicación del mapa de Ecuador y sus pretensiones territoriales. Un año después de su publicación fue destacado por la Biblioteca hispana como parte de la bibliografía relevante de literatura en español.De igual manera los Anales de la Universidad Central mencionaron en su tomo 80-81 los dramas de Rumazo Gonzalez como un aporte al teatro de su país.
El libro fue descrito por José Sanz y Díaz, catedrático de la Academia de Historia de Venezuela de la siguiente manera:

Y como transición entre el poeta y el escudriñador de archivos, sus bien encuadrados dramas históricos Sevilla del Oro, cuya acción aconetece a mediados del siglo XVI, en la región amazónica de la Audiencia quiteña, y La leyenda del Cacique Dorado, de época anterior e igual ubicación geográfica, ambos escritos en prosa, pero de una gran belleza poética en la evocación y en el mito.
José Sanz y Díaz - Escritores y libros de Hispanoamérica

## Estilo y recepción
Los dramas fueron recibidos positivamente y fueron catalogadas dentro de la categoría de teatro "histórico colonial" junto a "El virrey penitente" de Juan Sixto Vernal, por el escritor y dramaturgo Ricardo Descalzi, quien además destacaría la idea de utopía atrás de la obra.No como una quimera sino como un objetivo hacia el cual se progresa e inicia con un acto fundacional de una ciudad.Esto a su vez sería recogido por Arturo Andrés Roig quien mencionaría los dramas en su estudio acerca de La Utopía en el Ecuador en 1987.Por otro lado, el filólogo e historiador español Ángel Valbuena Prat destacó la manera como Rumazo González unía paisajes característicos de España con nostaligas de ausencias y dolores de reencuentros.El libro fue incluido además dentro del Catálogo de obras de teatro español del siglo XX publicado en 1985 por la Fundación Juan March La Casa de Montalvo mencionaría la publicación como un aporte al teatro ecuatoriano junto con su poesía de Raudal y Soledades de la sangre. Galo René Pérez en su publicación titulada Literatura del Ecuador (cuatrocientos años) destacó su sólida expresión dramática en que se alían lirismo y evocación histórica. El crítico literario Isaac J. Barrera lo incluyó en su Registro de la producción literaria de 1955, donde destacó la figura de José Rumazo dentro de las letras del Ecuador.